# Erik Sabo
Erik Sabo (* 22. November 1991 in Šúrovce) ist ein slowakischer Fußballspieler. Er spielte zwischen 2014 und 2020 für die slowakische Nationalmannschaft.

## Karriere

### Verein
In seiner Jugend spielte Sabo beim FC Horses Šúrovce und bei diversen Jugendmannschaften von Spartak Trnava. In einem Spiel gegen ŠK Slovan Bratislava am 25. Februar 2011 kam er in der 86. Spielminute zu seinem ersten Einsatz für den FC Spartak Trnava. Von 2011 bis 2012 war er an TJ Spartak Myjava ausgeliehen. Nach der Leihe kehrte er wieder zurück zu Spartak Trnava und spielte dort bis August 2015.
Im August 2015 wechselte er zum griechischen Verein PAOK Thessaloniki und unterschrieb einen Vierjahresvertrag. Am 3. Dezember 2015 erzielte er im griechischen Pokal gegen AO Chania einen Hattrick und wurde zum Spieler des Spiels gewählt. Insgesamt absolvierte er 24 Spiele und erzielte drei Tore für PAOK in allen Wettbewerben.
Zur Saison 2016/17 wurde Sabo an den israelischen Erstligisten Beitar Jerusalem ausgeliehen, der später eine Kaufoption zog. Dort blieb er bis 2018, bevor er zum Ligakonkurrenten Hapoel Be’er Scheva wechselte.
Am 22. Juli 2019 unterschrieb er beim türkischen Verein Fatih Karagümrük SK und spielte dort bis 2021. Danach wechselte er innerhalb der Türkei zu Çaykur Rizespor, wo er bis 2022 blieb. Im Juli 2022 unterschrieb er einen Zweijahresvertrag beim zyprischen Klub Anorthosis Famagusta. Zur Saison 2024/25 schloss er sich dem zyprischen Erstligisten AEZ Zakakiou an.

### Nationalmannschaft
Sabo spielte in verschiedenen slowakischen Juniorennationalmannschaften. In der slowakischen A-Nationalmannschaft debütierte er am 23. Mai 2014 in einem Spiel gegen Montenegro.